# Torre de Can Gou
La Torre de Can Gou, o simplement Can Gou, també anomenat Mas la Plana és un habitatge a la ciutat d'Olot inclosa a l'Inventari del Patrimoni Arquitectònic de Catalunya. És un gran casal situat prop dels paratges de la Font Moixina. Té planta rectangular, amb teulada a quatre aigües i una torre de base rodona amb teulat cònic a la façana sud. La casa té planta baixa, dos pisos i golfes. Cal destacar la decoració de les obertures dels dos pisos realitzades amb un ampli guardapols decorat amb flors i fullatges estilitzats. Una bona part de les façanes estan amagades per construccions recents de tipus industrial. Aquest casal va néixer com a casa particular amb dependències per a l'elaboració d'embotits. La decoració general és historicista.
Durant la segona meitat del segle xix a Olot continuen les vicissituds bèl·lico-polítiques (carlinades). Malgrat tot, a la vila i comarca s'havia anat generant un fort nucli industrial que havia portat a una economia creixent. Va ser un moment important tant en els camp constructiu i urbanístic com el cultural. Es deixen de banda, sense desaparèixer, els mòduls neoclàssics, i es dona pas a una arquitectura eclèctica i historicista. Es construeixen edificis amb una barreja d'estils amb resultats, sovint, d'una innegable qualitat formal. És el moment en què s'urbanitza la Plaça de Clarà i el Passeig de Barcelona. A principis del segle XX el modernisme ja arriba a la capital de la Garrotxa i deixa edificis molt notables, com la casa Pons i Tusquets o la Casa Pujador.